# Had Soualem
Pour les articles homonymes, voir Soualem.
Had Soualem (en arabe : حد السوالم) est une commune et ville — municipalité ou commune urbaine — marocaine de la province de Berrechid, dans la région Casablanca-Settat ; anciennement Soualem en tant que commune rurale avec alors un centre urbain du même nom.

## Géographie
Had Soualem est située à 30 km au sud de Casablanca, la capitale économique du pays, et à 10 km de l'océan Atlantique. Elle est traversée par la route nationale 1 et desservie par l'autoroute A5 reliant Casablanca à El Jadida, dont le premier tronçon, entre elle et Casablanca, a été achevé en février 2004.

## Histoire
En 2008, la commune rurale de Soualem, rattachée à la province de Settat, au sein de la région Chaouia-Ouardigha, est devenue la commune urbaine — ou municipalité — Had Soualem. En 2009, la province de Berrechid — faisant partie de 13 provinces créées cette année-là — est devenue sa province de rattachement, et en 2015 (à l'occasion du passage de 16 à 12 régions administratives), la région Casablanca-Settat sa région de rattachement.
Le 26 janvier 2025, les autorités marocaines ont arrêté quatre individus, dont trois frères, à Had Soualem, lié à l'État islamique au Sahel, soupçonnés de préparer des attentats contre des sites sécuritaires et des lieux publics.

## Démographie
Lors des recensements de 1994 et 2004, la commune rurale de Soualem est passée de 13 045 à 19 209 habitants, tandis que celle de son centre urbain est passée de 1 849 à 3 243 habitants.
Après que cette commune est devenue la commune urbaine de Had Soualem, sa population, telle que dénombrée à l'occasion du recensement de 2014, était de 36 765 habitants.
En 2024, selon les données du Haut-Commissariat au Plan (HCP), la population a plus que doublé pour atteindre 73 231 habitants, soit une augmentation de 103 % par rapport à 2014. Elle devrait encore croître pour atteindre 145 866 habitants à l’horizon 2034, correspondant à une hausse de 99 %.
Cette prévision démographique s’explique principalement par l’extension de la zone industrielle de Had Soualem ainsi que par la création de la nouvelle zone industrielle de Lakhyayta, développée dans le cadre du Millennium Challenge. Elle est également justifiée par le transfert des marchés de gros de Casablanca vers Had Soualem, un facteur qui devrait renforcer l’attractivité économique et résidentielle de la commune.